# 王躍霖
王躍霖（1991年2月5日—），是一位臺灣棒球選手，司職投手。2009年以26萬美元簽約金加盟芝加哥小熊，直至2015年1月遭釋出並回台參加中華職棒季中選秀會，被Lamigo桃猿選中加盟，並成為勝利組主力及贏得4次總冠軍。2022年通過交易轉戰富邦悍將，2023年加入味全龍。2023年11月28日台鋼雄鷹第2次擴編選秀選中。

## 早年及背景
王躍霖為阿美族人，胞弟王維中、堂弟王詩聰亦為棒球選手。

## 職業生涯
王躍霖於2009年被芝加哥小熊隊以26萬美元網羅，2015年1月遭芝加哥小熊隊釋出。同年3月赴日接受阪神虎隊測試未果，其後報名參加中華職棒季中選秀會，被Lamigo桃猿隊以第六輪（全選秀會第24順位）選中，並以月薪十五萬加盟。
他曾入選2013年世界棒球經典賽國家隊28人名單，代表參加2013年世界棒球經典賽和資格賽。事實上他近年對國際賽無役不與，從2011到2014年季後，各種國際賽事都可看到王躍霖的身影，加上旅美期間，先發、中繼、後援到處跑，也導致他後來疲勞受傷，進而被小熊隊釋出。
2016年與洪聖欽、林樺慶等人競逐第五號先發位置，最後成功搶下。4月23日於桃園對戰統一7-ELEVEn獅隊繳出六局3失分的優質先發拿下中職生涯第一勝，2017年起轉為專職後援投手，並奪下中繼王寶座，季後獲得2018-2020年間月薪各為28、34以及40萬元的複數年合約。
2017年至2020年期間，成為桃猿隊不可或缺的勝利組要角，曾多次為桃猿隊守住勝利，當中包括2019年台灣大賽第一戰，在9局上兩出局滿壘登板救援對決對方主砲詹子賢，當時的比數是5:5平手，王躍霖雖一開始連續送出3個壞球，但其後回穩並成功三振對手，成功守住和局之局面，球隊並在9局下以廖健富的再見安打成功拿下比賽，成為系列賽的關鍵，最終桃猿亦以4:1擊敗中信兄弟成就三連霸。
2021年至2022年，受到傷患困擾，出場率及身手皆不如以往，逐漸淡出牛棚主力位置。2022年8月31日，桃猿隊將王躍霖與隊友林澤彬交易到富邦悍將，換來投手楊彬及內野手楊晉豪。

## 個人生活
王躍霖的太太為前Lamigirls成員「小布」布孟璇。

## 經歷
- 臺東縣臺東市新生國小少棒隊
- 臺東縣泰源國中青少棒隊
- 高雄市私立三信高級家事商業職業學校青棒隊
- 國立台灣體育大學台中校區
- 大聯盟澳洲棒球學院計畫（Major League Baseball Australian Academy Program，MLBAAP）
- 美國職棒芝加哥小熊（2009年6月13日－2015年1月24日），新人聯盟→高階1A
- 國訓中心棒球隊（2015年2月－2015年7月）
- 中華職棒Lamigo桃猿/樂天桃猿（2015年7月21日－2022年8月31日）
- 中華職棒富邦悍將（2022年9月1日－2023年1月29日）
- 中華職棒味全龍（2023年1月30日－2023年）
- 中華職棒台鋼雄鷹（2024年－）

### 國際賽
- 2011年世界盃棒球賽
- 2011年MLB全明星台灣大賽
- 2012年古巴亞洲巡迴對抗賽
- 2013年世界棒球經典賽資格賽
- 2012年亞錦賽
- 2013年世界棒球經典賽
- 2013年東亞運動會
- 「日本武士vs.中華戰士」2013經典棒球對抗賽
- 2014年亞運

## 職棒生涯成績

### 美國職棒
- 小聯盟投球局數314.2局，16勝23敗3.98自責分率

### 中華職棒
| 年度 | 球隊       | 出賽 | 先發 | 勝投 | 敗投 | 中繼 | 救援 | 完投 | 完封 | 四死 | 三振 | 責失 | 投球局數 | 自責分率 | 被上壘率 |
| ---- | ---------- | ---- | ---- | ---- | ---- | ---- | ---- | ---- | ---- | ---- | ---- | ---- | -------- | -------- | -------- |
| 2015 | Lamigo桃猿 | 10   | 1    | 0    | 1    | 1    | 0    | 0    | 0    | 4    | 15   | 9    | 14.2     | 5.52     | 1.57     |
| 2016 | Lamigo桃猿 | 41   | 6    | 2    | 5    | 10   | 0    | 0    | 0    | 43   | 69   | 42   | 61.1     | 6.16     | 1.92     |
| 2017 | Lamigo桃猿 | 64   | 0    | 3    | 0    | 19   | 1    | 0    | 0    | 29   | 56   | 22   | 57.2     | 3.43     | 1.16     |
| 2018 | Lamigo桃猿 | 28   | 0    | 0    | 0    | 4    | 0    | 0    | 0    | 21   | 21   | 15   | 19.0     | 7.11     | 2.16     |
| 2019 | Lamigo桃猿 | 52   | 0    | 3    | 5    | 9    | 0    | 0    | 0    | 13   | 58   | 26   | 52.1     | 4.47     | 1.26     |
| 2020 | 樂天桃猿   | 45   | 0    | 3    | 3    | 9    | 10   | 0    | 0    | 9    | 43   | 23   | 47.0     | 4.40     | 1.30     |
| 2021 | 樂天桃猿   | 12   | 0    | 0    | 0    | 2    | 0    | 0    | 0    | 8    | 7    | 10   | 11.1     | 7.94     | 2.38     |
| 2022 | 樂天桃猿   | 13   | 0    | 1    | 2    | 3    | 0    | 0    | 0    | 5    | 7    | 7    | 11.1     | 4.50     | 1.14     |
| 2022 | 富邦悍將   | 6    | 0    | 0    | 0    | 1    | 0    | 0    | 0    | 2    | 2    | 3    | 4.1      | 6.23     | 2.54     |
| 2023 | 味全龍     | 56   | 0    | 3    | 2    | 15   | 2    | 0    | 0    | 19   | 35   | 15   | 44.1     | 3.05     | 1.15     |
| 2024 | 台鋼雄鷹   | 32   | 0    | 0    | 2    | 6    | 0    | 0    | 0    | 8    | 12   | 18   | 25.1     | 6.39     | 1.70     |
| 合計 | 10年       | 359  | 7    | 15   | 20   | 79   | 13   | 0    | 0    | 160  | 325  | 190  | 351.1    | 4.87     | 1.50     |

## 外部連結
- 王躍霖在台灣棒球維基館上的頁面（繁體中文）
- 王躍霖在美國職棒官網（英语）
- 王躍霖在中華職棒官網
- 王躍霖在Baseball-Reference.com（小聯盟以及海外聯盟）（英语）
- 王躍霖在ESPN（MLB）（英语）
- 王躍霖在FanGraphs.com（英语）
- 王躍霖在The Baseball Cube（英语）
- 王躍霖的Facebook專頁
- 王躍霖的Instagram帳戶

| 獎項          | 獎項                                      | 獎項          |
| ------------- | ----------------------------------------- | ------------- |
| 前任： 賴鴻誠 | 中華職棒中繼王 2017年                     | 繼任： 邱浩鈞 |
| 前任： 林泓育 | 中華職棒總冠軍賽優秀球員獎（勝方） 2019年 | 繼任： 布雷克 |